# جيم فريتش
جيم فريتش (بالإنجليزية: Jim Fritsche)‏ مواليد 10 ديسمبر 1931 في سانت بول، هو لاعب كرة سلة أمريكي معتزل. بدأ مسيرته الاحترافية في سنة 1953. تم اختياره من قبل فريق لوس أنجلوس ليكرز خلال الدرافت. يبلغ طوله 6 قدم 8 بوصة (2.0 م). اعتزل اللعب في 1955.

## المسيرة الاحترافية
لعب مع لوس أنجلوس ليكرز في موسم 1953–54 ، ثم لعب مع بالتيمور باليتس في موسم 1954–55 ، ثم لعب مع ديترويت بيستونز في موسم 1954–1955.

## روابط خارجية
- جيم فريتش على موقع إن بي أي (الإنجليزية)
- جيم فريتش على موقع سبورتس رفرنس (الإنجليزية)
- جيم فريتش على موقع ريلجم (الإنجليزية)
- جيم فريتش على موقع بروبوليرز (الإنجليزية)